# Acatepec
Acatepec é um município do estado de Guerrero, no México.